# Neometra
Neometra is een geslacht van haarsterren uit de familie Calometridae.

## Soorten
- Neometra acanthaster (A.H. Clark, 1908)
- Neometra alecto (A.H. Clark, 1911)
- Neometra conanimis A.H. Clark, 1914
- Neometra diana (A.H. Clark, 1912)
- Neometra gorgonia A.H. Clark, 1914
- Neometra multicolor (A.H. Clark, 1907)
- Neometra sappho A.H. Clark, 1947
- Neometra sibogae A.H. Clark, 1912
- Neometra spinosissima (A.H. Clark, 1909)
- Neometra xenocladia Messing, 2000